# (36581) 2000 QB125
2000 QB125 (asteroide 36581) é um asteroide da cintura principal. Possui uma excentricidade de 0.09505550 e uma inclinação de 6.30551º.
Este asteroide foi descoberto no dia 29 de agosto de 2000 por LINEAR em Socorro.